# Мандзий, Андрей Васильевич
Андрей Васильевич Мандзий (укр. Мандзій Андрій Васильович; 19 февраля 1988, Кременец, Украина) — украинский саночник, участник Зимних Олимпийских игр.
Государственных наград не имеет.

## Статистика

### Одиночки
| Соревнование/Год                   | 2009 | 2010 | 2011 | 2012 | 2013 | 2014 | 2015 | 2016 | 2017 | 2018 |
| ---------------------------------- | ---- | ---- | ---- | ---- | ---- | ---- | ---- | ---- | ---- | ---- |
| Зимние Олимпийские игры            | -    | -    | -    | -    | -    | 31   | -    | -    | -    | 40   |
| Чемпионат мира по санному спорту   | -    | -    | 27   | 31   | 29   | -    | 28   |      |      |      |
| Кубок мира по санному спорту       | 52   | 48   | 41   | 41   | 41   | 50   | 41   |      |      |      |
| Чемпионат Европы по санному спорту | -    | 28   | -    | -    | ?    | -    | 21   |      |      |      |
| Nation Cup                         | -    | -    | 37   | 35   | 28   | 35   | 35   |      |      |      |

### Эстафета
| Соревнование/Год                 | 2012 | 2015 |
| -------------------------------- | ---- | ---- |
| Чемпионат мира по санному спорту | 12   | 10   |